# 強首陸軍演習場
強首陸軍演習場（こわくび りくぐんえんしゅうじょう）は、全国約100箇所（朝鮮・台湾を含む）にあった陸軍演習場の1つ。秋田県強首村（現・大仙市西仙北地域）にあり、県内唯一の陸軍演習場であった。現在は正門跡に陸軍境界石と記念碑があるほか、トーチカ跡などの遺構と演習廠舎の一部が残っており、大仙市立西仙北中学校の調査により戦争遺跡として再認識されている。

## 地理

大仙市強首地区の地図。赤点線で囲まれたエリアが強首陸軍演習場となる。OSMをもとに作成。

強首陸軍演習場は、強首野と呼ばれる広大な原野にあり、面積は約4平方キロメートルに及ぶ。強首陸軍演習場のある上野台地域は、北、東、西側を雄物川に囲まれており、竪穴建物跡も発見されており、縄文時代から人が住んでいた場所である。
演習場自体は、北端に乙越沼、東端に西仙北IC、南西は木原田沼の南西を囲んだエリアである。

## 歴史

### 演習場ができた経緯
1903年6月、仙北郡強首村の大巻を射撃場用地として、陸軍省に管理換えすることが内務省から秋田県に対して訓令された。
その後、1906年6月、仙北郡強首村の上野岱を、戦闘射撃演習地として、陸軍省に管理換えをすることが、内務省から秋田県に対して訓令された。
1907年5月には、仙北郡強首村上野岱に、大隊本部の厰舎4棟、浴室、炊事場、衛兵場など合計16棟が建設されることになった。建築材料には病院や倉庫の廃材が使われたバラック式の建築であり、廠舎の周囲には幅12尺高さ6尺の土堤は兵士が掘る事になった。

### 演習場としての利用
歩兵第17連隊をはじめとする県内の歩兵部隊が演習に使用し、演習場内には強首演習廠舎（こわくびえんしゅうしょうしゃ）が設けられ、歩兵1個大隊が宿営できるようになっていた。演習場では、歩兵部隊の戦闘訓練や射撃訓練が行われていたが、旧制中学や青年学校の軍事教練にも使用された。強首に滞在していた訓練兵は中隊で編成されており、朝6時に起床して朝礼を行い、7時に朝食、射撃や冬の水泳訓練など昼食の時間を抜いた9時間訓練が行われていた。戦前より、演習場を利用する第17連隊へ越冬野菜を供給するために、強首地区では白菜の生産をしており、戦後も生産が続いている。1945年に終戦を迎えると、強首演習場は、上野台開拓事業により入植が進み、兵舎は住居として払い下げられ、農業や酪農へと土地利用が転換された。

### 現在
1945年8月、軍隊武装解除後、秋田連隊の大井少佐が、強首野を農場にしたいと、進駐した米軍に申し出し、認められた。入植者は、復員軍人や一般引揚者が中心であり、開拓が進められた。
1964年には、帝国石油が天然ガスの試掘をした際に、温泉が湧出したことをきっかけに、現在では、温泉地として利用されている。

## 遺構・施設跡
- トーチカ跡
- 水槽跡

強首廠舎正門より正面奥の敷地内にある炊事場横に水槽があった。
- 廠舎正門跡

## ギャラリー

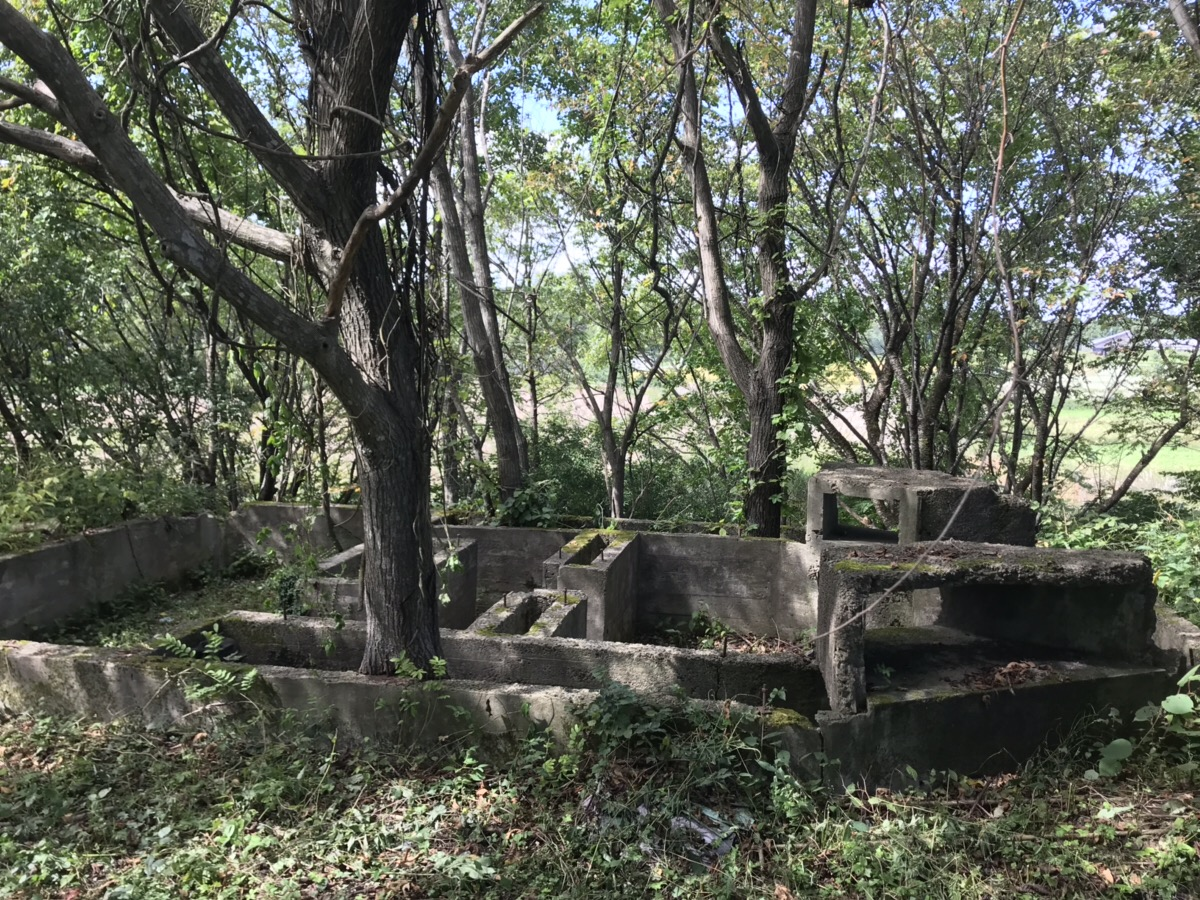
強首陸軍演習場に残るトーチカ
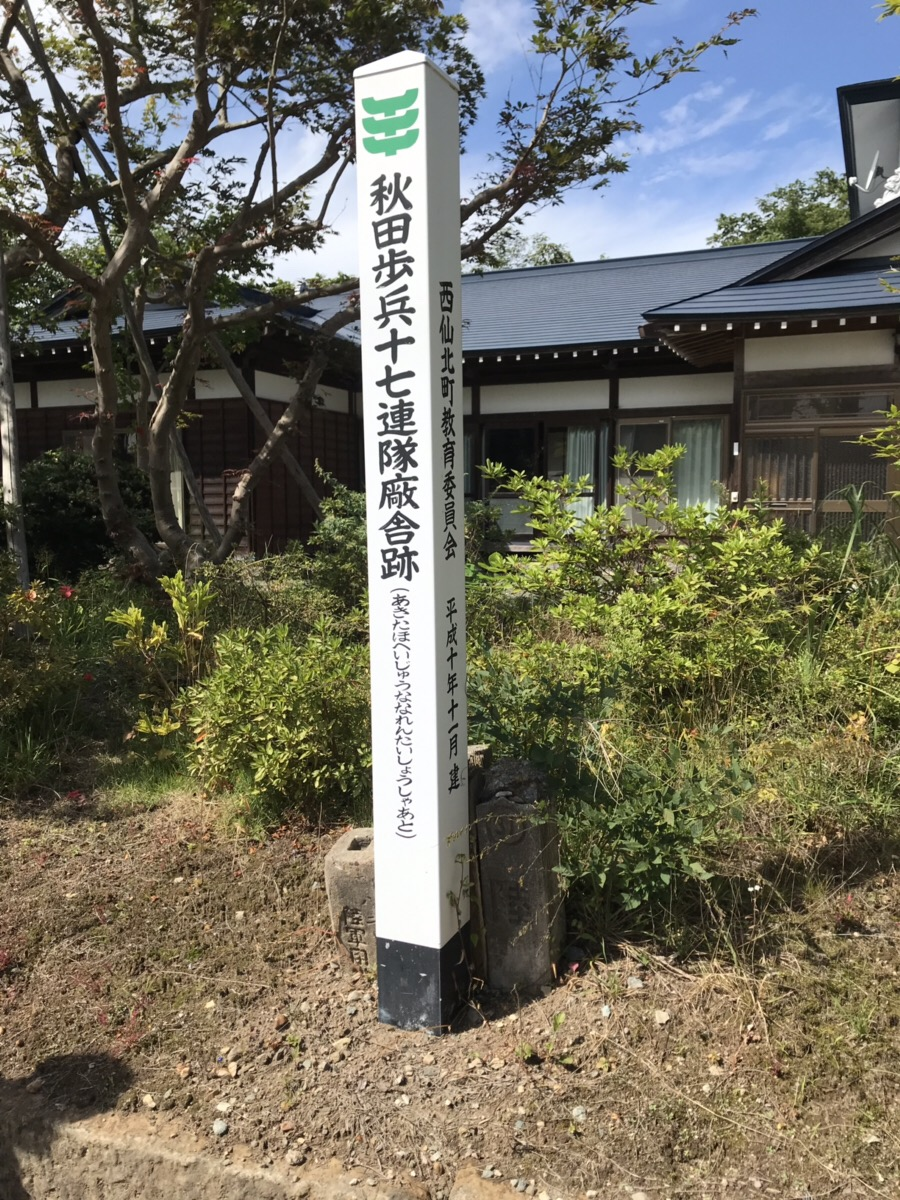
強首陸軍演習場の歩兵第17連隊廠舎跡
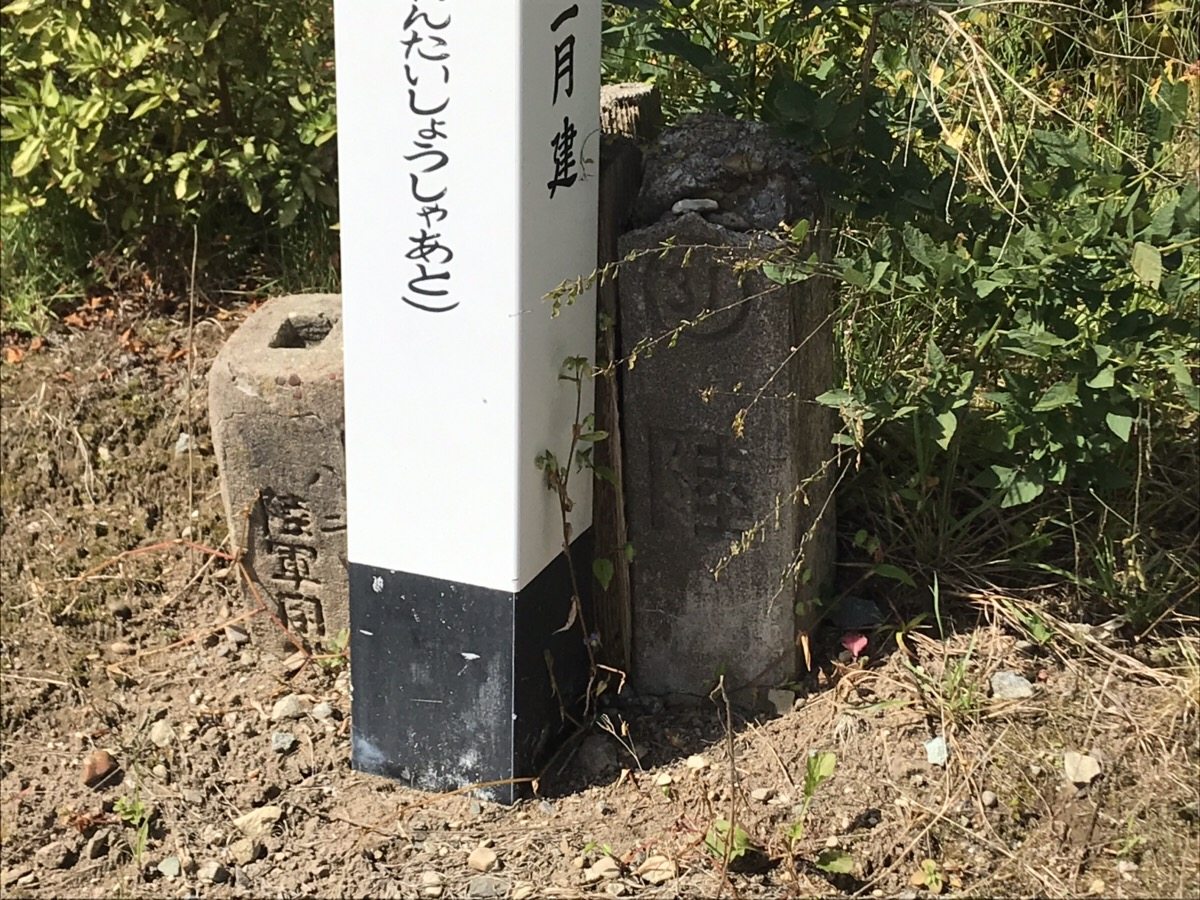
強首陸軍演習場の歩兵第17連隊廠舎跡にある旧陸軍用地であることの石柱
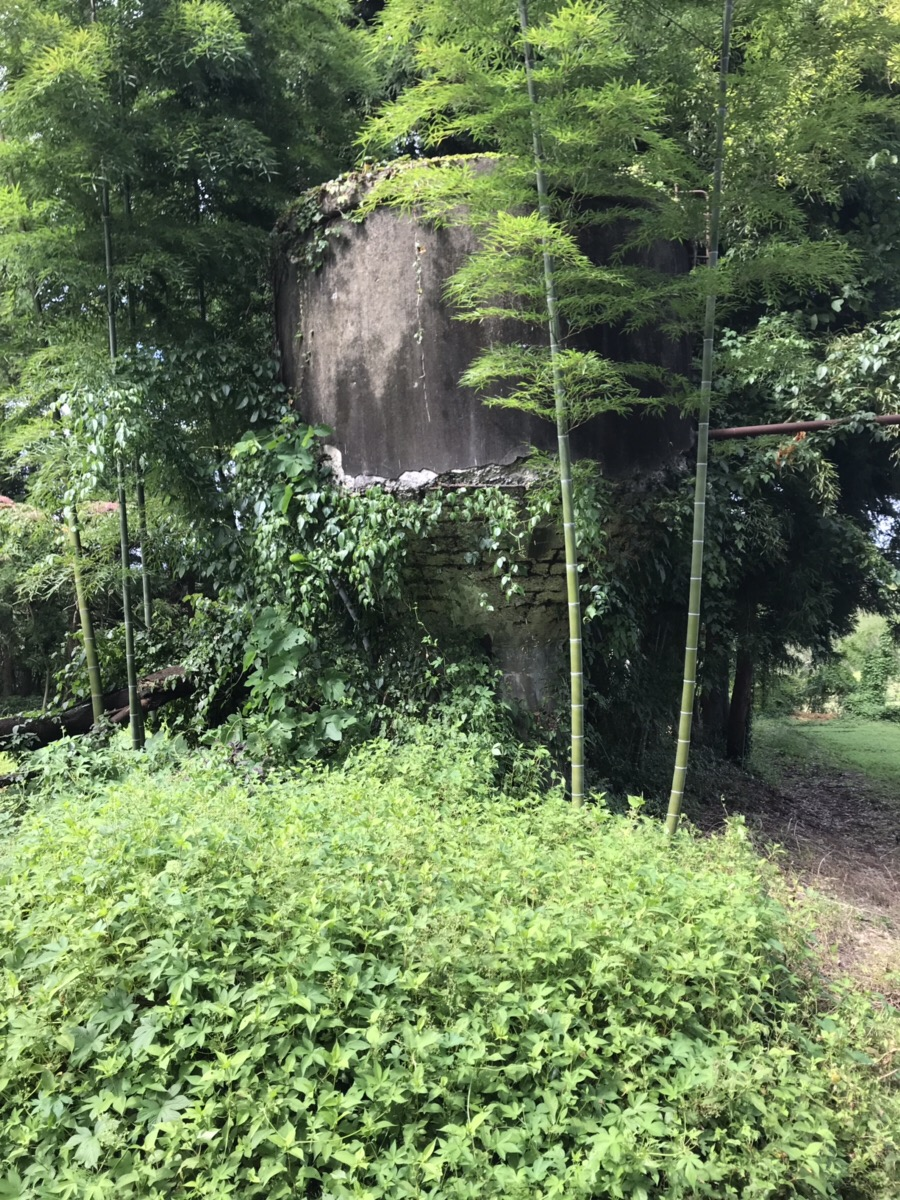
強首陸軍演習場にある歩兵第17連隊廠舎跡にある給水塔
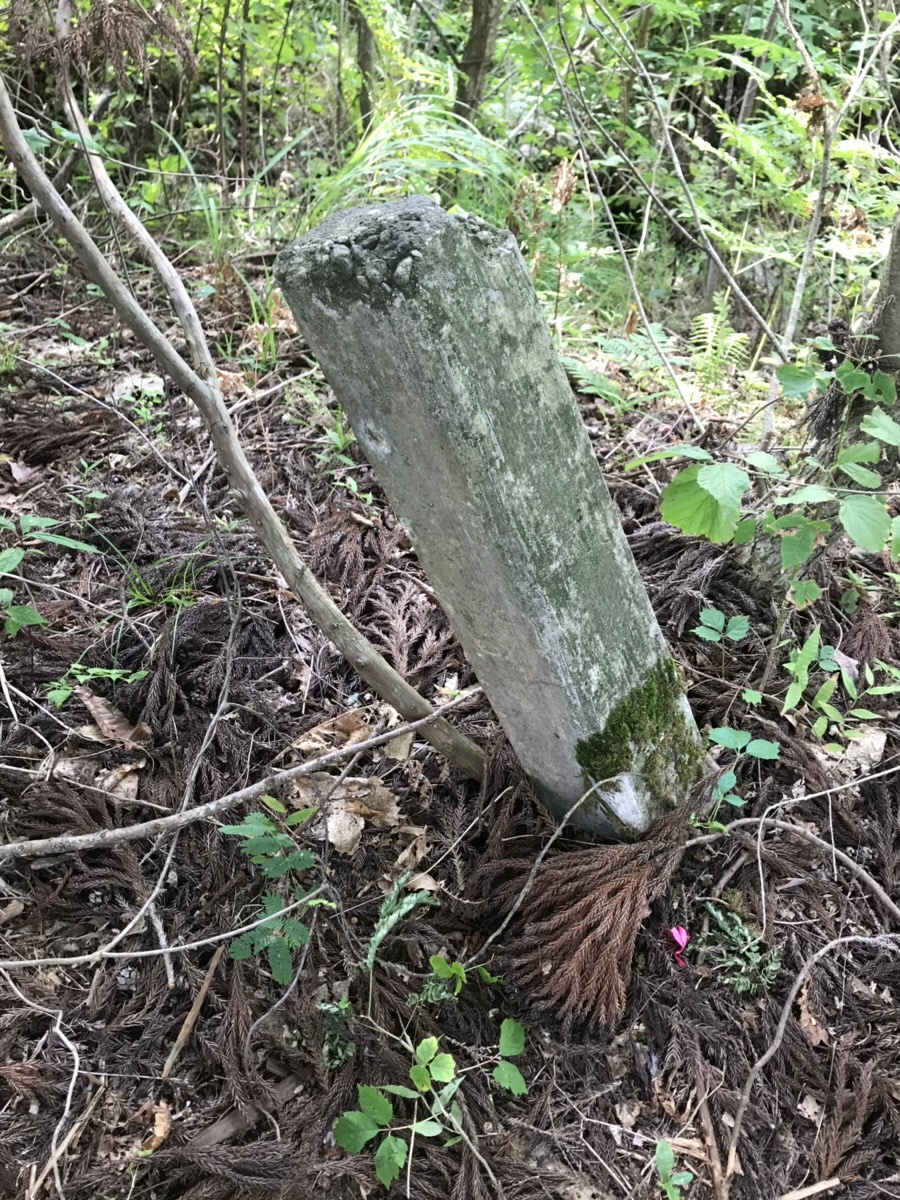
強首陸軍演習場の境界を示す石柱
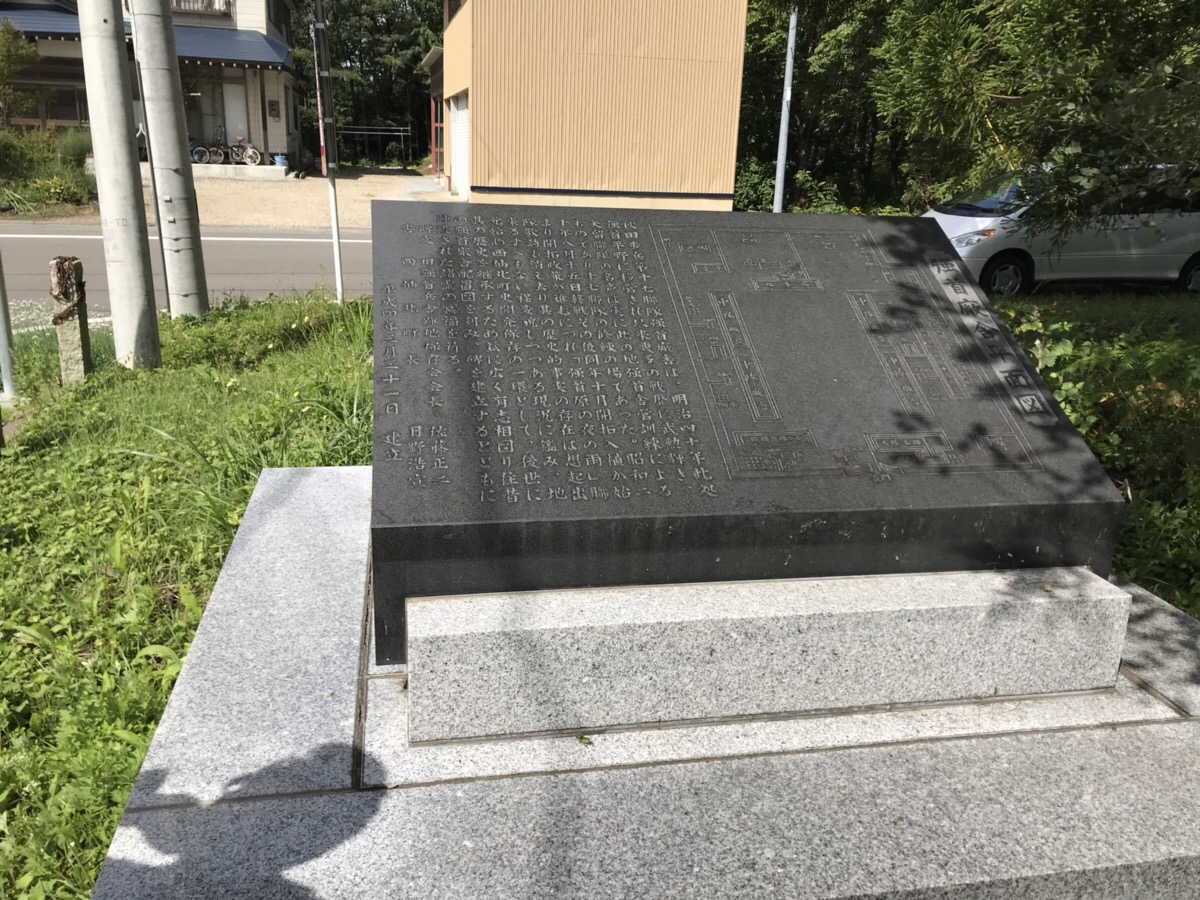
強首廠舎平面図の石碑